# Nuoto ai Giochi della XX Olimpiade - 400 metri stile libero maschili
La competizione dei 400 metri stile libero maschili di nuoto ai Giochi della XX Olimpiade si è svolta il giorno 1º settembre 1972 alla Olympia Schwimmhalle di Monaco di Baviera.

## Programma
| Data              | Ora   | Round      | Note                         |
| ----------------- | ----- | ---------- | ---------------------------- |
| 1º settembre 1972 | 10:50 | 6 Batterie | I migliori 8 tempi in finale |
| 1º settembre      | 18:20 | Finale     |                              |

## Risultati

### Batterie
| Pos. | Atleta                    | Nazione       | Tempo   | Pos F |
| ---- | ------------------------- | ------------- | ------- | ----- |
| 1    | Gunnar Larsson            | Svezia        | 4'09"88 | 14    |
| 2    | Ton van Klooster          | Paesi Bassi   | 4'11"72 | 17    |
| 3    | Guillermo García          | Messico       | 4'15"33 | 22    |
| 4    | Alain Charmey             | Svizzera      | 4'18"25 | 29    |
| 5    | Bruce Robertson           | Canada        | 4'20"31 | 32    |
| 6    | Neil Dexter               | Gran Bretagna | 4'24"80 | 40    |
| 7    | Kamal Kenawi Ali Moustafa | Egitto        | 4'24"97 | 41    |

| Pos. | Atleta                   | Nazione        | Tempo   | Pos F |
| ---- | ------------------------ | -------------- | ------- | ----- |
| 1    | Bengt Gingsjö            | Svezia         | 4'06"59 | 8 Q   |
| 2    | Hans Faßnacht            | Germania Ovest | 4'09"23 | 11    |
| 3    | Udo Poser                | Germania Est   | 4'09"62 | 13    |
| 4    | Peter Rosenkranz         | Germania Ovest | 4'14"01 | 19    |
| 5    | Tomas Becerra            | Colombia       | 4'20"78 | 33    |
| 6    | Dae Imlani               | Filippine      | 4'24"01 | 38    |
| 7    | Dimitrios Theodoropoulos | Grecia         | 4'30"54 | 43    |

| Pos. | Atleta              | Nazione          | Tempo   | Pos F |
| ---- | ------------------- | ---------------- | ------- | ----- |
| 1    | Steve Genter        | Stati Uniti      | 4'05"89 | 4 Q   |
| 2    | Anders Bellbring    | Svezia           | 4'08"38 | 10    |
| 3    | Aleksandr Samsonov  | Unione Sovietica | 4'11"46 | 16    |
| 4    | Wolfram Sperling    | Germania Est     | 4'14"73 | 21    |
| 5    | Sverre Kile         | Norvegia         | 4'20"86 | 34    |
| 6    | José Luis Prado     | Messico          | 4'22"31 | 37    |
| 7    | Friðrik Guðmundsson | Islanda          | 4'26"25 | 42    |

| Pos. | Atleta                 | Nazione        | Tempo   | Pos F |
| ---- | ---------------------- | -------------- | ------- | ----- |
| 1    | Brad Cooper            | Australia      | 4'04"59 | 1 Q   |
| 2    | Werner Lampe           | Germania Ovest | 4'04"80 | 2 Q   |
| 3    | Ralph Hutton           | Canada         | 4'09"27 | 12    |
| 4    | Władysław Wojtakajtis  | Polonia        | 4'16"04 | 23    |
| 5    | Alfredo Carlos Machado | Brasile        | 4'18"05 | 28    |
| 6    | Arnaldo Cinquetti      | Italia         | 4'19"49 | 31    |
| 7    | Gustavo González       | Argentina      | 4'21"22 | 35    |

| Pos. | Atleta          | Nazione       | Tempo   | Pos F |
| ---- | --------------- | ------------- | ------- | ----- |
| 1    | Rick DeMont     | Stati Uniti   | 4'05"70 | 3 Q   |
| 2    | Graham Windeatt | Australia     | 4'05"92 | 5 Q   |
| 3    | Gerardo Vera    | Venezuela     | 4'11"37 | 15    |
| 4    | Jorge Delgado   | Ecuador       | 4'12"29 | 18    |
| 5    | Mark Treffers   | Nuova Zelanda | 4'14"10 | 20    |
| 6    | Antonio Corell  | Spagna        | 4'17"81 | 26    |
| 7    | Jo O-Ryeon      | Corea del Sud | 4'21"78 | 36    |

| Pos. | Atleta            | Nazione          | Tempo   | Pos F |
| ---- | ----------------- | ---------------- | ------- | ----- |
| 1    | Tom McBreen       | Stati Uniti      | 4'06"09 | 6 Q   |
| 2    | Brian Brinkley    | Gran Bretagna    | 4'06"44 | 7 Q   |
| 3    | Graham White      | Australia        | 4'08"29 | 9     |
| 4    | Ron Jacks         | Canada           | 4'16"08 | 24    |
| 5    | Viktor Aboimov    | Unione Sovietica | 4'17"04 | 25    |
| 6    | Klaus Dockhorn    | Germania Est     | 4'17"98 | 27    |
| 7    | Guillermo Pacheco | Perù             | 4'18"78 | 30    |
| 8    | François Deley    | Belgio           | 4'24"73 | 39    |

### Finale
| Pos.    | Atleta          | Nazione        | Tempo     | Nota            |
| ------- | --------------- | -------------- | --------- | --------------- |
| Oro     | Brad Cooper     | Australia      | 4'00"27   | Record olimpico |
| Argento | Steve Genter    | Stati Uniti    | 4'01"94   |                 |
| Bronzo  | Tom McBreen     | Stati Uniti    | 4'02"64   |                 |
| 4       | Graham Windeatt | Australia      | 4'02"93   |                 |
| 5       | Brian Brinkley  | Gran Bretagna  | 4'06"69   |                 |
| 6       | Bengt Gingsjö   | Svezia         | 4'06"75   |                 |
| 7       | Werner Lampe    | Germania Ovest | 4'06"97   |                 |
| -       | Rick DeMont     | Stati Uniti    | [4'00"26] | Squal.          |